# Heather Watson
Heather Miriam Watson (Saint Peter Port, 19 de mayo de 1992) es una jugadora británica de tenis femenino. Se entrena en la Academia de Tenis Nick Bollettieri en Florida, Estados Unidos. Watson ha ganado un título de Grand Slam Júnior en el US Open 2009, tres títulos ITF de individuales y ganó el oro en los Juegos de la Juventud de la Commonwealth 2008. Ha sido N°3 del mundo en el Circuito Júnior ITF. El 14 de octubre de 2012 se convirtió en la primera británica en ganar un título de la WTA (después del fallido intento de su compatriota Laura Robson en el Torneo de Cantón) concretamente en el Torneo de Osaka luego de 24 años, desde que lo hiciera Sara Gomer al ganar el Torneo de Aptos en 1988. Con este resultado, superó la barrera del Top 50 y es la única británica actualmente en tal condición al quedar precisamente N° 50 de la clasificación general de la WTA.

## Torneos de Grand Slam

### Dobles mixto

#### Títulos (1)
| Año  | Torneo    | Pareja         | Oponentes en la final            | Resultado   |
| 2016 | Wimbledon | Henri Kontinen | Anna-Lena Grönefeld Robert Farah | 7-6(5), 6-4 |

#### Finalista (1)
| Año  | Torneo    | Pareja         | Oponentes en la final       | Resultado |
| 2017 | Wimbledon | Henri Kontinen | Martina Hingis Jamie Murray | 4-6, 4-6  |

## Clasificación
| Torneo                                                                                                  | 2010 | 2011 | 2012 | 2013 | 2014 | 2015 | 2016 | 2017 | 2018 | 2019 | 2020 | 2021 | G-P   | Títulos |
| --- | ---- | ---- | ---- | ---- | ---- | ---- | ---- | ---- | ---- | ---- | ---- | ---- | ----- | ------- |
| Australian Open                                                                                         | -    | -    | 1R   | 3R   | 1R   | 1R   | 1R   | 2R   | 1R   | 1R   | 2R   | 2R   | 5-10  | 0       |
| Roland Garros                                                                                           | -    | 2R   | 2R   | 1R   | 2R   | 2R   | 2R   | -    | 2R   | -    | 1R   | 1R   | 6-9   | 0       |
| Wimbledon                                                                                               | 1R   | 1R   | 3R   | 1R   | 2R   | 3R   | 1R   | 3R   | 1R   | 2R   | NC   | 1R   | 8-11  | 0       |
| US Open                                                                                                 | -    | 1R   | 1R   | 1R   | 1R   | 1R   | 1R   | 1R   | 1R   | -    | 1R   |      | 0-9   | 0       |
| Total                                                                                                   | 0-1  | 1-3  | 3-4  | 2-4  | 2-4  | 3-4  | 1-4  | 3-3  | 1-4  | 1-2  | 1-3  | 1-3  | 19-39 | 0       |
| Leyenda: G: Torneo ganado; F: Finalista; SF: Semifinalista; CF: Cuartos de final; G-P: Ganados-Perdidos |      |      |      |      |      |      |      |      |      |      |      |      |       |         |

## Títulos WTA (9; 4+5)

### Individual (4)
| Leyenda                                |
| Grand Slam (0)                         |
| WTA Finals (0)                         |
| P. Mandatory & Premier 5, WTA 1000 (0) |
| Premier, WTA 500 (0)                   |
| International, WTA 250 (4)             |

| N° | Fecha                 | Torneo    | Superficie | Oponente en la final | Resultado        |
| -- | --------------------- | --------- | ---------- | -------------------- | ---------------- |
| 1. | 14 de octubre de 2012 | Osaka     | Dura       | Kai-Chen Chang       | 7-5, 5-7, 7-6(4) |
| 2. | 17 de enero de 2015   | Hobart    | Dura       | Madison Brengle      | 6-3, 6-4         |
| 3. | 6 de marzo de 2016    | Monterrey | Dura       | Kirsten Flipkens     | 3-6, 6-2, 6-3    |
| 4. | 29 de febrero de 2020 | Acapulco  | Dura       | Leylah Fernandez     | 6-4, 6-7(8), 6-1 |

#### Finalista (1)
| N° | Fecha                 | Torneo  | Superficie | Oponente en la final | Resultado |
| -- | --------------------- | ------- | ---------- | -------------------- | --------- |
| 1. | 13 de octubre de 2019 | Tianjin | Dura       | Rebecca Peterson     | 4-6, 4-6  |

### Dobles (5)
| Leyenda                                |
| Grand Slam (0)                         |
| WTA Finals (0)                         |
| P. Mandatory & Premier 5, WTA 1000 (0) |
| Premier, WTA 500 (1)                   |
| International, WTA 250 (4)             |

| N.º | Fecha                | Torneos  | Superficie | Pareja           | Oponentes en la final                | Resultado        |
| --- | -------------------- | -------- | ---------- | ---------------- | ------------------------------------ | ---------------- |
| 1.  | 16 de julio de 2012  | Stanford | Dura       | Marina Erakovic  | Jarmila Gajdosova Vania King         | 7-5, 7-6(7)      |
| 2.  | 24 de agosto de 2012 | Dallas   | Dura       | Marina Erakovic  | Līga Dekmeijere Irina Falconi        | 6-3, 6-0         |
| 3.  | 27 de julio de 2014  | Bakú     | Dura       | Alexandra Panova | Ioana Raluca Olaru Shahar Peer       | 6-2, 7-6(3)      |
| 4.  | 3 de marzo de 2018   | Acapulco | Dura       | Tatjana Maria    | Kaitlyn Christian Sabrina Santamaria | 7-5, 2-6, [10-2] |
| 5.  | 30 de julio de 2023  | Varsovia | Dura       | Yanina Wickmayer | Weronika Falkowska Katarzyna Piter   | 6-4, 6-4         |

#### Finalista (9)
| N.º | Fecha                    | Torneos    | Superficie | Pareja             | Oponentes en la final                | Resultado              |
| --- | ------------------------ | ---------- | ---------- | ------------------ | ------------------------------------ | ---------------------- |
| 1.  | 16 de septiembre de 2012 | Quebec     | Dura (i)   | Alicja Rosolska    | Tatjana Malek Kristina Mladenovic    | 6-7(5), 7-6(8), [7-10] |
| 2.  | 14 de octubre de 2012    | Osaka      | Dura       | Kimiko Date-Krumm  | Raquel Kops-Jones Abigail Spears     | 1-6, 4-6               |
| 3.  | 16 de octubre de 2016    | Hong Kong  | Dura       | Naomi Broady       | Hao-Ching Chan Yung-Jan Chan         | 3-6, 1-6               |
| 4.  | 17 de junio de 2018      | Nottingham | Hierba     | Mihaela Buzărnescu | Alicja Rosolska Abigail Spears       | 3-6, 6-7(5)            |
| 5.  | 24 de febrero de 2019    | Budapest   | Dura (i)   | Fanny Stollár      | Ekaterina Alexandrova Vera Zvonareva | 4-6, 6-4, [7-10]       |
| 6.  | 20 de marzo de 2021      | Monterrey  | Dura       | Saisai Zheng       | Caroline Dolehide Asia Muhammad      | 2-6, 3-6               |
| 7.  | 18 de junio de 2023      | Nottingham | Hierba     | Harriet Dart       | Ulrike Eikkeri Ingrid Neel           | 6-7(6), 7-5, [8-10]    |
| 8.  | 7 de enero de 2024       | Brisbane   | Dura       | Greet Minnen       | Lyudmyla Kichenok Jeļena Ostapenko   | 5-7, 2-6               |
| 9.  | 11 de febrero de 2024    | Abu Dabi   | Dura       | Linda Nosková      | Sofia Kenin Bethanie Mattek-Sands    | 4-6, 6-7(4)            |

## Títulos ITF 5 (4+1)

### Individual (4)
| Leyenda             |
| ------------------- |
| Torneos de $100,000 |
| Torneos de $75,000  |
| Torneos de $50,000  |
| Torneos de $25,000  |
| Torneos de $10,000  |

| N.º | Date                   | Tournament | Surface  | Opponent         | Score         |
| --- | ---------------------- | ---------- | -------- | ---------------- | ------------- |
| 1.  | 14 de julio de 2009    | Frinton    | Césped   | Anna Fitzpatrick | 4-6, 6-4, 6-2 |
| 2.  | 20 de julio de 2010    | Wrexham    | Dura     | Sania Mirza      | 6-2, 6-4      |
| 3.  | 1 de noviembre de 2010 | Toronto    | Dura (i) | Alizé Lim        | 6-3, 6-3      |
| 4.  | 16 de febrero de 2014  | Midland    | Dura (i) | Ksenia Pervak    | 6-4, 6-0      |

#### Finalista (1)
| N.º | Fecha                    | Torneo     | Superficie | Oponente en la final | Marcador final |
| --- | ------------------------ | ---------- | ---------- | -------------------- | -------------- |
| 1.  | 24 de septiembre de 2011 | Shrewsbury | Dura       | Mona Barthel         | 0-6, 3-6       |

### Dobles (1)
| Leyenda             |
| ------------------- |
| Torneos de $100,000 |
| Torneos de $75,000  |
| Torneos de $50,000  |
| Torneos de $25,000  |
| Torneos de $10,000  |

| N.º | Fecha                 | Torneo  | Superficie | Pareja          | Oponentes en la final        | Marcador final   |
| --- | --------------------- | ------- | ---------- | --------------- | ---------------------------- | ---------------- |
| 1.  | 16 de febrero de 2014 | Midland | Dura (i)   | Anna Tatishvili | Sharon Fichman María Sánchez | 7-5, 5-7, [10-6] |

#### Finalista (2)
| N.º | Fecha               | Torneo     | Superficie | Pareja       | Oponentes en la final               | Marcador final |
| --- | ------------------- | ---------- | ---------- | ------------ | ----------------------------------- | -------------- |
| 1.  | 18 de marzo de 2012 | Clearwater | Dura       | Naomi Broady | Ekaterine Gorgodze Alyona Sotnikova | 3-6, 2-6       |
| 2.  | 9 de junio de 2012  | Nottingham | Césped     | Laura Robson | Eleni Daniilidou Casey Dellacqua    | 4-6, 2-6       |